# Hos Petra
Hos Petra var en verksamhet som drevs av Ebba Konstantia (Petra) Pettersson (1903–1986) på Södermalm i Stockholm. Från början (1939) hette den Lilla Paviljongen och låg i korsningen Högbergsgatan–Östgötagatan. Den var en blandning av antikvariat, boklåda, konstsalong och litterärt kafé. Här debuterade flera lyriker och bildkonstnärer. 1962 flyttade salongen upp på Glasbruksklippan till Nytorgsgatan 4 där den låg till 1980. 
På Hos Petra hade Metamorfosgruppen sin hemvist. Under 1950-talet debuterade bland andra Åke Nordin, Hasse Enström, Tomas Tranströmer och Heidi von Born, under 1960-talet till exempel Bengt Emil Johnson, Lars-Gunnar Bodin och Jan W. Morthenson samt under 1970-talet Nils-Gunnar Zander på Hos Petra.

## Konstutställningar i kronologisk ordning 1949–1953
Källa är magisteruppsatsen "Lilla Paviljongen -- Hos Petra: en dokumentation av 30 års utställningsverksamhet" av Jacqueline Gynther, vårterminen 1985, Stockholms universitet. Finns på KB. Observera att konstutställningar hos Petra fortsätter efter denna period.

### 1949
- "Namn": Ture Johansson, Folke Jupiter, Ivan Morsing  m.fl.
- Rune Jansson
- Maja Lindroth, Birgitta Törnqvist

### 1950
- Sven Ahlgren
- Albert Eriksson
- Karin Blixt
- Per-Åke Edman
- Sören Olsson

### 1951
- Karl-Åke Boman
- Klara Ilona Donath
- Stig Claesson,  Birgitta Liljebladh, Björn Lindroth
- Märta Rosman
- Karl-Erik Billeström
- Folke Jupiter
- Julutställning: Hulda Andersson, Karl-Erik Boman, Martin Eder, Ingegerd Fogelquist, Kristin Ingerlög, Hjördis Jansson, m.fl.

### 1952
- Ken Oborg
- Arne Granhall, Birgitta Törnqvist
- Göta Carlsson
- Konstfackselever: Kerstin Albringer, Britt-Marie Bergudd, Hans Lindh, Åke Myrsmeden
- Bengt Knutsson Gade
- Carl-Axel Lunding
- John Sven Lundin

### 1953
- Janne Lundgren
- Lars Englund
- Brita Molin
- "Nio Unga", akademielever år 1949: Nils-Göran Brunner, Ann-Marie Enlund, Inga Grubbström, Per-Olov Grönstrand, Ingrid Hamrell, Evy Låås, Rolf Erling Nygren, Stig Sundin
- Lars Spaac
- Lars Sjögren
- Martin Lindberg